# Discografia degli Adema
La discografia degli Adema, gruppo musicale statunitense in attività dal 1998, comprende quattro album in studio, due EP e undici singoli.

## Album in studio
| Anno | Titolo | Classifiche | Classifiche | Classifiche | Certificazioni |
| Anno | Titolo | USA         | USA Ind.    | UK          | Certificazioni |
| ---- | --- | ----------- | ----------- | ----------- | -------------- |
| 2001 | Adema - Pubblicato: 21 agosto - Etichetta: Arista Records - Formato: CD, musicassetta, download digitale   | 27          | —           | 168         | - USA: Oro     |
| 2003 | Unstable - Pubblicato: 12 agosto - Etichetta: Arista Records - Formato: CD, download digitale              | 43          | —           | 120         |                |
| 2005 | Planets - Pubblicato: 5 aprile - Etichetta: Earache Records - Formato: CD, download digitale               | 152         | 11          | —           |                |
| 2007 | Kill the Headlights - Pubblicato: 26 giugno - Etichetta: Immortal Records - Formato: CD, download digitale | —           | —           | —           |                |

## Extended play
| Anno | Titolo |
| ---- | --- |
| 2002 | Insomniac's Dream - Pubblicato: 5 novembre - Etichetta: Arista Records - Formato: CD, download digitale       |
| 2013 | Topple the Giants - Pubblicato: 2 aprile - Etichetta: Pavement Entertainment - Formato: CD, download digitale |

### Singoli
| Anno | Titolo              | Classifiche | Classifiche    | Classifiche | Album di provenienza |
| Anno | Titolo              | USA Alt.    | USA Main. Rock | UK          | Album di provenienza |
| ---- | ------------------- | ----------- | -------------- | ----------- | -------------------- |
| 2001 | Giving In           | 14          | 16             | 62          | Adema                |
| 2001 | The Way You Like It | 15          | 21             | 61          | Adema                |
| 2002 | Freaking Out        | 36          | 25             | —           | Adema                |
| 2002 | Immortal            | —           | —              | —           | Insomniac's Dream    |
| 2003 | Unstable            | 37          | 25             | 46          | Unstable             |
| 2003 | Promises            | —           | —              | —           | Unstable             |
| 2005 | Tornado             | —           | —              | 82          | Planets              |
| 2005 | Shoot the Arrows    | —           | —              | —           | Planets              |
| 2005 | Planets             | —           | —              | —           | Planets              |
| 2007 | Cold and Jaded      | —           | —              | —           | Kill the Headlights  |
| 2013 | Resolution          | —           | —              | —           | Topple the Giants    |

## Video musicali
| Anno | Titolo              | Regista        |
| ---- | ------------------- | -------------- |
| 2001 | Giving In           | Paul Fedor     |
| 2001 | The Way You Like It | Gregory Dark   |
| 2002 | Immortal            | ?              |
| 2003 | Unstable            | Kevin Kerslake |
| 2005 | Tornado             | Paolo Doppieri |
| 2005 | Planets             | Rob Schroeder  |